# 10039 Keet Seel
10039 Keet Seel eller 1984 LK är en asteroid i huvudbältet som upptäcktes den 2 juni 1984 av den amerikanske astronomen Brian A. Skiff vid Anderson Mesa Station. Den är uppkallad efter klippbyn Keet Seel.
Asteroiden har en diameter på ungefär 11 kilometer.